# Chrysuronia goudoti
Chrysuronia goudoti là một loài chim trong họ Chim ruồi.